# Keiraville

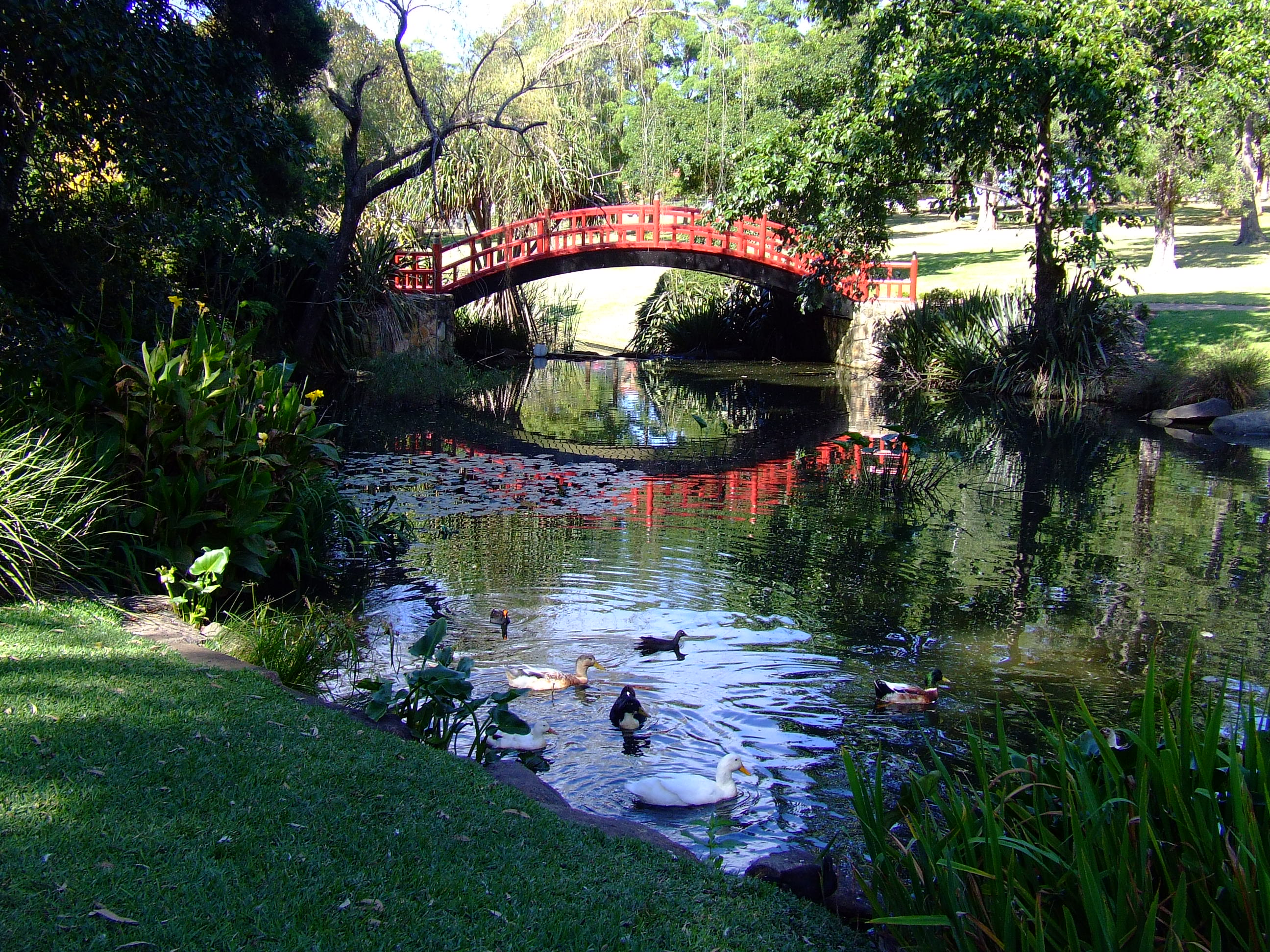
Photographie du pont Kawasaki dans les jardins botaniques de Wollongong, Wollongong NSW Australie.

Keiraville est une localité de Wollongong en Nouvelle-Galles du Sud, Australie.
Keiraville se trouve en bordure de l'université de Wollongong, sur les pentes du mont Keira. Le village est organisé autour de Gipps road.